# Maximiliano Hernández Martínez
Maximiliano Hernández Martínez (San Matías, La Libertad, El Salvador; 21 de octubre de 1882 – Danlí, El Paraíso, Honduras; 15 de mayo de 1966) fue un político y militar salvadoreño. Fue presidente de El Salvador (1931-1944), cargo al que accedió tras un golpe de Estado en 1931.
Tras realizar sus estudios militares en Guatemala, ascendió en rangos militares hasta ser general de brigada. En 1931, el partido Pro Patria lo postuló a la vicepresidencia, la cual ganó. El 2 de diciembre de 1931, el presidente Arturo Araujo fue depuesto por un golpe de Estado, tras el cual fue nombrado presidente por los golpistas agrupados en el Directorio cívico, siendo ratificado en el cargo al año siguiente por la Asamblea Legislativa. Prolongó su mandato durante trece años por medio de elecciones en las cuales era el único candidato, y también a través de decretos legislativos.
En su mandato (conocido coloquialmente como Martinato) destacaron la matanza de 25 000  indígenas que se levantaron contra su gobierno en 1932, sus políticas apegadas a sus creencias teosóficas, los movimientos diplomáticos durante la Segunda Guerra Mundial, la disminución significativa de la delincuencia mediante el uso de la fuerza, el saneamiento de las finanzas públicas, la creación de un banco estatal emisor de moneda, la venta de viviendas a bajo costo para campesinos, la reducción significativa de la deuda para personas al borde de la quiebra, la construcción de la Carretera Panamericana y la cancelación de la deuda externa.
En 1944, un grupo de militares se alzaron contra el presidente, los cuales fueron sofocados mediante la fuerza en un par de días. Un mes después se suscitó una huelga de brazos caídos de la sociedad civil, la cual obligó al general a deponer el cargo de la primera magistratura. Hernández Martínez fue asesinado 22 años después en Honduras, a manos de su chofer.

## Familia
Sus padres fueron Raymundo Hernández y Petronila Martínez. Contrajo nupcias con Concepción Monteagudo, con quien tuvo nueve hijos: Alberto, Carmen, Esperanza, Marina, Eduardo, Rosa, Gloria, Maximiliano y Luis. Su relación familiar siempre estuvo supeditada a sus creencias teosóficas y a su cargo como mandatario; ejemplo de eso fue la muerte de su hijo Maximiliano. El niño enfermó de apendicitis y Hernández Martínez se negó a que fuese tratado por médicos, puesto que él mismo lo trataría con "aguas azules" (agua que había pasado mucho tiempo bajo el sol dentro de botellas de color azul); el resultado fue fatal, el niño falleció y la respuesta del militar fue que sólo quedaba la resignación porque los "médicos invisibles" no habían querido salvar al infante. 
A sus costumbres teosóficas se agregaban su vegetarianismo, la obsesión por las ciencias ocultas y su afición por el estudio de la reencarnación. Era absolutamente abstemio, hábito que inculcó estrictamente a sus hijos.

## Estudios y carrera militar

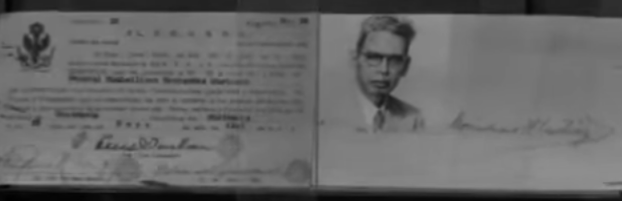
Identificación personal del general Martínez. Fotografía tomada en el Museo Militar de la Fuerza Armada de El Salvador

Realizó sus estudios en el Instituto Nacional de El Salvador. Tras acabar sus estudios de educación media, ingresó en la Escuela Politécnica de Guatemala, en donde obtuvo el grado de Subteniente. Regresó a El Salvador durante la presidencia del general Tomás Regalado. A su vuelta, estudió en la Facultad de Jurisprudencia y Ciencias Sociales en la Universidad de El Salvador, dejando la carrera en el segundo año de estudios.
Fue ascendido a teniente efectivo el 17 de noviembre de 1903; a capitán, el 23 de agosto de 1906; a capitán mayor, el mismo año (durante la guerra con Guatemala, donde estuvo a las órdenes del general Tomás Regalado); a teniente coronel, el 6 de mayo de 1909 y a coronel, el 15 de junio de 1914. El 14 de julio de 1919, la Asamblea Legislativa lo ascendió al grado de general de brigada, el decreto legislativo fue sancionado por el presidente Jorge Meléndez en el 17 de septiembre. En 1921 fue instituido como ministro de Guerra y Marina.

## Incursión en la política

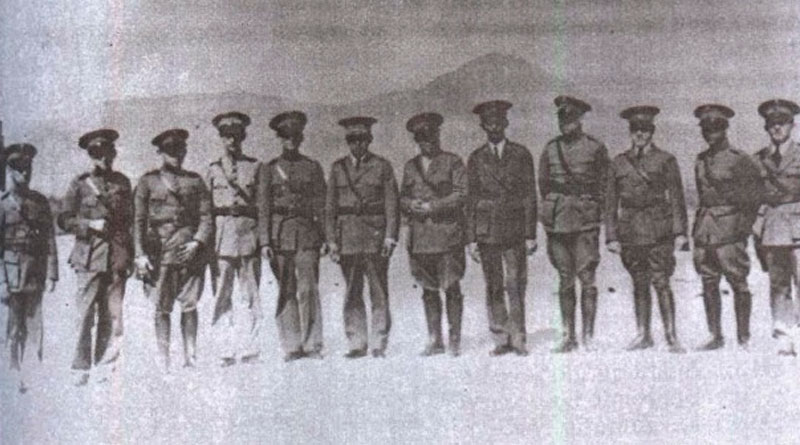
Directorio cívico. Su gobierno comenzó inmediatamente después del golpe de Estado que depuso al presidente Arturo Araujo, y finalizó dos días después cuando le fue entregada la presidencia de la república al vicepresidente, el general Maximiliano Hernández Martínez, quien gobernó El Salvador entre 1931 y 1944 en calidad de dictadura militar y fue el presidente que inauguró el período de gobiernos militares y autoritarios en este país por casi 50 años.

En 1931, el partido Pro Patria, de tendencia fascista lo incluyó como candidato a la vicepresidencia. Tras ganar las elecciones, ocupó el cargo de vicepresidente, a la vez que el de Ministro de Guerra, a los servicios del presidente Arturo Araujo. El 2 de diciembre del año de su elección participó en un golpe de Estado, siendo elegido presidente de la República, tras el designio del Directorio cívico instaurado provisionalmente. Su presidencia fue ratificada por el poder legislativo en 1932.
En el golpe de Estado fue acompañado por una minoría civil y por un buen número de militares con rangos bajos y medios, los cuales eran conocidos como "Juventud Militar". Los militares fueron incitados principalmente por incumplimiento salarial del ejecutivo y por las condiciones poco favorables para el ejercicio de su labor. Tras un día de deliberación, Hernández Martínez fue nombrado presidente interino por haber abandonado al presidente saliente antes de comenzar el alzamiento.
Los Estados Unidos se opusieron enérgicamente al golpe, invocando el Tratado de Washington de 1923, por el que los gobiernos de Centroamérica se habían comprometido a no conceder reconocimiento diplomático a ningún régimen instalado por una revuelta armada. Aunque Estados Unidos no había firmado el tratado, había patrocinado la idea.                                    Sin embargo, dado que esta revuelta se produjo en un momento en que los Estados Unidos se habían comprometido a no intervenir militarmente en América Latina, el ejército salvadoreño sintió que podía resistir la presión de Washington.                          Inicialmente, otros gobiernos centroamericanos, en particular el del general Jorge Ubico en Guatemala, apoyaron a los Estados Unidos en su oposición a Martínez. Al afirmar que los Tratados de Washington de 1923 impedían el reconocimiento de cualquier persona que llegara al poder como resultado de un golpe de Estado, los Estados Unidos insistieron en la renuncia de Martínez. Martínez y Ubico se convirtieron en rivales en una contienda diplomática por el apoyo en todo el istmo.                         Cuando el no reconocimiento no derrocaron a Martínez debido a su control del aparato de seguridad interno del gobierno y la renuencia de los Estados Unidos a intervenir militarmente, los Estados Unidos reconocieron el régimen de Martínez en enero de 1934. El general organizó su propia reelección en violación de la constitución salvadoreña en 1934, comenzando su segundo mandato en marzo de 1935.

## Gobierno de Maximiliano Hernández Martínez

### Levantamiento campesino de 1932

En rojo, la zona afectada por el levantamiento campesino de 1932.

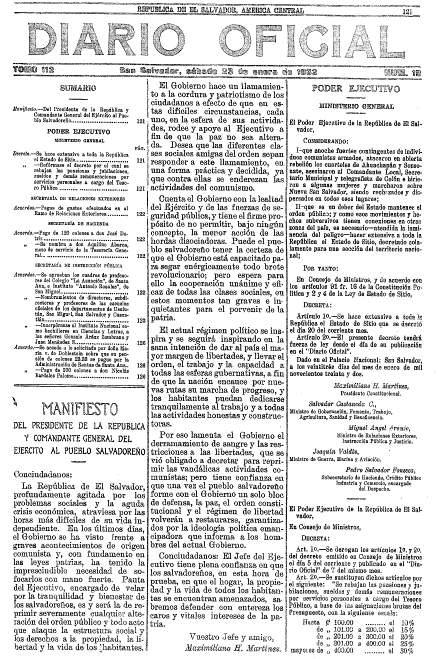
Manifiesto de Maximiliano Hernández Martínez del 23 de enero de 1932, publicado en el Diario Oficial de El Salvador.

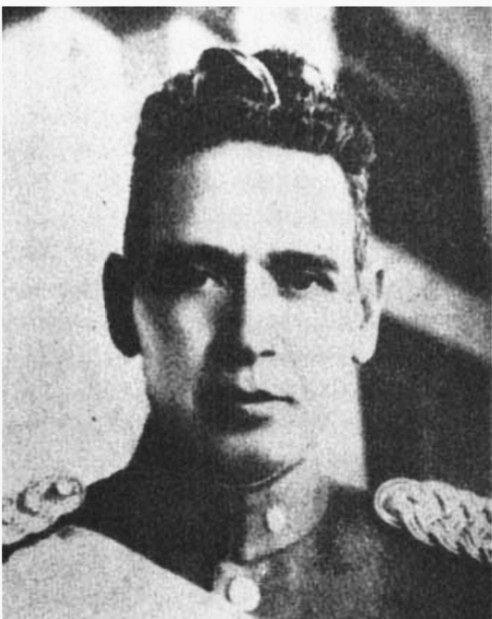
Brigadier Maximiliano Hernández Martínez. Fue descrito con una "serenidad implacable" y "sangre fría" para la toma de decisiones. En medio de los acontecimientos sangrientos, era el presidente de El Salvador de esa época.

La situación política se volvía tirante para el presidente Hernández Martínez, y el 22 de enero de 1932, estalló el levantamiento campesino en la zona occidental del país. El 1 de febrero de 1932, Agustín Farabundo Martí (líder de grupos estudiantiles y político de izquierda) y los estudiantes universitarios Alfonso Luna y Mario Zapata fueron fusilados por haberles sido encontrados panfletos de apoyo al Partido Comunista Salvadoreño.
El levantamiento campesino de 1932 fue una insurrección que acabó en la muerte de aproximadamente 25 000 indígenas. Las causas fueron diversas, entre ellas el fuerte descontento de los campesinos ante las políticas del gobierno del General Hernández Martínez. En poco tiempo, bajo las órdenes presidenciales, el ejército salvadoreño sofocó la revuelta y se instauró un estado de sitio. El líder indígena Feliciano Ama fue linchado y ahorcado por fuerzas militares, fomentando la participación de los paisanos de Ama en el levantamiento. Tras la matanza, los cadáveres enterrados a poca profundidad sirvieron como foco de contaminación, lo cual propagó focos de enfermedades entre los residuos de los insurrectos. Además, los cerdos y otros animales desenterraron los cuerpos y se alimentaron de los mismos, lo cual trajo una reacción gubernamental inmediata, puesto que repercutía en la economía al contaminar a los animales de corral.

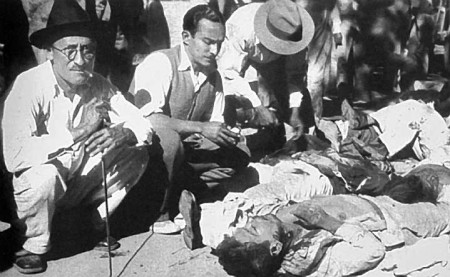
Cadáveres de la matanza del ejército salvadoreño en 1932.

Una vez sofocada la insurrección, el presidente se negó a recibir ayuda militar extranjera, refiriendo un telegrama al almirante de los buques de guerra que Estados Unidos y Reino Unido habían enviado. El telegrama apuntaba que:

El jefe de Operación de la Zona Occidental de la República, general de división José Tomás Calderón, saluda atentamente, en nombre del gobierno del general Martínez y en el suyo propio, al almirante Smith y comandante Brandeur, de los barcos de guerra Rochester, Skeena y Wancouver, y se complace comunicarles que declaramos situación absolutamente dominada fuerzas gobierno El Salvador. Garantizadas vidas propiedades ciudadanos extranjeros acogidos y respetuosos leyes de la República. La paz está establecida en El Salvador. Ofensiva comunista desechada sus formidables núcleos dispersos. Hasta hoy cuarto día de operaciones están liquidados cuatro mil ochocientos bolcheviques.
General José Tomás Calederón

Tras la matanza, Hernández Martínez se ocupó de llevar a todo el país diversas obras de teatro, tales como Pero también los indios tienen corazón y Pájaros sin nido, cuyo contenido pretendía matizar los hechos para aplacar los rumores y los reclamos de algunos sectores. Mandó destruir todos los periódicos, artículos o panfletos que le fueran contrarios con respecto al tema; el objetivo fundamental fue el de convencer a la opinión pública de que los indígenas fueron confundidos por los comunistas y de que la insurrección había sido financiada por la Unión Soviética, lo cual obligó a la matanza. Además, tras los acontecimientos, Alfredo Schlesinger, simpatizante del gobierno de Hernández Martínez, escribió un libro titulado La verdad sobre el comunismo, en el cual contaba la historia según la versión oficial. Más tarde, el mismo Schlesinger escribió otro libro, titulado Revolución comunista, y que fue publicado en 1946, donde reafirmaba lo que decía en el primero. Algunas partes de los libros han sido fuertemente criticadas por encubrir los hechos, aunque también hay críticas por exagerar los acontecimientos. En general, las acusaciones apuntan a que las cifras de fallecidos son mucho menores de las reales y que se describen actos vandálicos de parte de los alzados que en realidad no sucedieron. En cuanto a medios de comunicación, el presidente limitó las emisiones radiales, prensa escrita e incluso el cine, intentando dar un giro a la historia mediante el manejo de la opinión pública. Inmediatamente después de La Matanaza, Martínez prohibió el uso público del náhuat. En 1933 promulgó una ley de inmigración racista que prohibía a judíos, romaníes, malayos, turcos, árabes y negros inmigrar a El Salvador.

### Políticas de gobierno

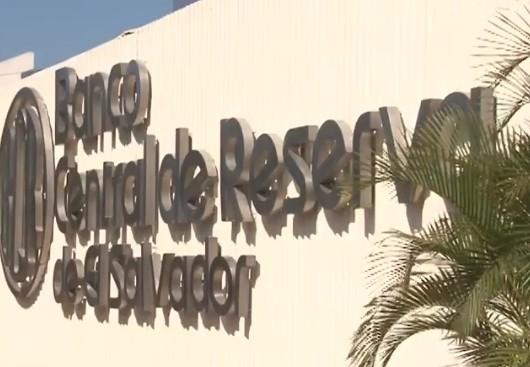
Banco Central de Reserva de El Salvador

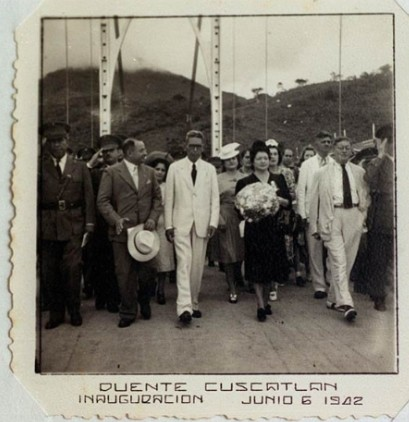
El general Martínez junto a su esposa durante la inauguración del puente Cuscatlán en 1942.

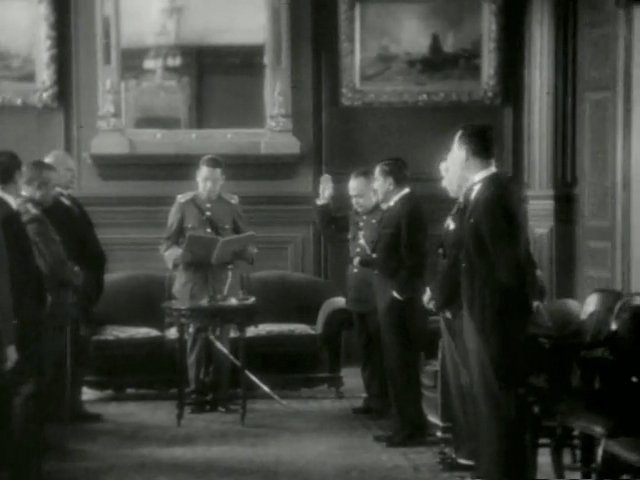
El General Martínez dando las credenciales al embajador italiano. Martínez era un recluso que raramente aparecía en público, era vegetariano, un no bebedor, y un teósofo que creía en la reencarnación y se dedicaba a las prácticas ocultas. El General sostuvo reuniones de espiritismo en su casa y le gustaba recomendar agua de color para curar todos los males. Debido a sus creencias, fue citado diciendo que "es un crimen mayor matar a una hormiga que un hombre, porque cuando un hombre muere se vuelve reencarnado, mientras que una hormiga muere para siempre. También afirma comunicarse telepáticamente con otros jefes de estado, como Franklin D. Roosevelt.

Sus políticas de gobierno tuvieron diversos efectos sobre la vida cultural, política y económica del país. Sin establecer un gobierno centralizado, participaba casi en todas las decisiones que tenían que tomarse, dirigiendo casi personalmente cada una de las actividades de su gobierno. Alejó a los militares (con excepción de sí mismo, por supuesto) de la administración civil, y fue por ello su gabinete minoritariamente castrense. Los sueldos para los funcionarios de gobierno y para los militares fueron sumamente bajos, en comparación con épocas anteriores, lo cual ahuyentó significativamente a los militares interesados en participar del gobierno. Sin embargo, siempre prefirió estar cercano a la protección militar, por lo cual trasladó el despacho presidencial y su residencia familiar a la entonces Escuela Normal de Varones, junto al Cuartel El Zapote.[cita requerida]
Promovió el crecimiento económico basado en la expansión de las grandes haciendas cafetaleras, beneficiando así a los terratenientes e iniciando vínculos entre los militares y la oligarquía.
Durante su presidencia se dio la creación del Banco Central de Reserva y el Banco Hipotecario, la Compañía Salvadoreña del Café, la Caja de Crédito Rural, la Cooperativa Algodonera, la Dirección General de Obras Públicas, Mejoramiento Social, desarrollaron una labor encomiable dentro de sus funciones. Las primeras en la gran finanza y en el caso de mejoramiento social, lotificando algunas haciendas para asentar a familias campesinas. Se construyeron carreteras en todo el país (la carretera panamericana) y el estadio nacional de la Flor Blanca (hoy Estadio Jorge “Mágico” González) donde en aquella época se celebraron los III Juegos Centroamericanos y del Caribe. Se construyeron edificios como el del telégrafo, el castillo de la antigua Policía Nacional, actual sede de la dirección general de la Policía Nacional Civil, y grandes puentes, como el Cuscatlán sobre el río Lempa en 1942.
El 23 de febrero de 1932 el Estado salvadoreño fue declarado en mora, especificando a los acreedores de la deuda externa que no pagaría los empréstitos si no se le ablandaban los intereses y se le alargaba el plazo. La deuda neta, es decir sin intereses, quedó cancelada en su totalidad en 1938, aunque los intereses se acabaron pagando en 1960. Una vez pagada la deuda propuso, mediante una placa conmemorativa colocada en la Asamblea Legislativa, la política de no adquisición de empréstitos internacionales en el futuro. Pese a dicha iniciativa, igualmente adquirió préstamos para la construcción de la Carretera Panamericana. Por otro lado, el 12 de marzo de 1932 decretó la Ley Moratoria, mediante la cual redujo los intereses de los deudores que estaban a punto de caer en bancarrota. Además, con el objetivo de estabilizar el valor del colón, creó el Banco Central de Reserva de El Salvador en 1934, indemnizando a los bancos privados para que dejasen de emitir dinero.

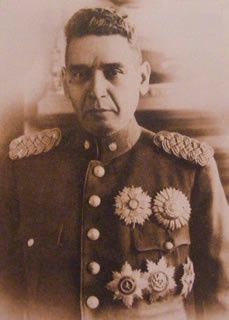
Martínez pasó la mayor parte de su carrera en el ejército como profesor en la Academia Militar Salvadoreña y en la oficina del jefe de Estado Mayor. Sus rasgos eran tanto indios como infantiles, y siempre parecía considerablemente más joven que su edad. A pesar de un exterior tranquilo, se le consideraba un comandante severo y un hombre ambicioso y de carácter fuerte.

Martínez mantuvo a la nación bajo las garras de una dura dictadura hasta 1944. Teósofo y espiritista que creía en la transmigración de las almas humanas en otras personas, se rumoreaba que estaba involucrado en rituales y, a menudo, se lo consideraba un médico brujo. El aparato de seguridad controlaba todos los aspectos de la vida salvadoreña, incluida la prensa, reprimiendo sin piedad la disidencia.
Martínez contó con el apoyo de la oligarquía y aplicó políticas de austeridad. Por orden del gobierno de Martínez, los salarios se redujeron en un 30%.[1] Logró poner fin a la insolvencia del estado. También era posible reducir el déficit comercial condonando la deuda externa. Bajo su gobierno se establecieron un banco estatal y un banco hipotecario de propiedad estatal. Como resultado de la Segunda Guerra Mundial, los ingresos del gobierno aumentaron significativamente gracias al aumento de las exportaciones a los EE. UU. y la situación económica mejoró algo. Luego, una porción muy pequeña de la tierra fue redistribuida entre los campesinos sin tierra en respuesta al descontento de los campesinos. Martínez rechazó categóricamente un sistema educativo general; Su actitud ante la vida estuvo marcada por la superstición, el ocultismo y la creencia en la reencarnación. También fue miembro de la Sociedad Teosófica.[2][3] Subordinó las relaciones familiares y privadas a su fe teosófica y a sus ambiciones como gobernante. Un ejemplo de ello es la muerte de su hijo Maximiliano. El niño enfermó de apendicitis, Hernández Martínez le negó el tratamiento médico, en cambio intentó tratarlo con "aguas azules". Era agua vertida de botellas azules muchas veces bajo el sol. El tratamiento acabó fatalmente para su hijo. La respuesta de Martínez fue sólo resignación, ya que sólo los "médicos invisibles" podrían haberlo salvado. También era vegetariano y vivía en total abstinencia. Animó a sus hijos a adoptar su estilo de vida.
Después de algunos años de continua rivalidad, Martínez y Ubico se unieron a los líderes de Nicaragua, Honduras  y Costa Rica en una distensión en la que cada uno acordó evitar movimientos rebeldes contra sus vecinos, reconociendo así que ninguno podía ganar ascendencia. Este acuerdo dio lugar al mito de una Liga de Dictadores Centroamericanos, que pareció ganar mayor credibilidad cuando tanto Guatemala como El Salvador se convirtieron en los primeros gobiernos en reconocer el nuevo régimen español del generalísimo Francisco Franco en España. De hecho, sin embargo, no hubo un acuerdo formal y ciertamente ningún vínculo con las potencias del Eje. Más bien, los respectivos presidentes militares centroamericanos simplemente adoptaron una política de no intervención mutua.

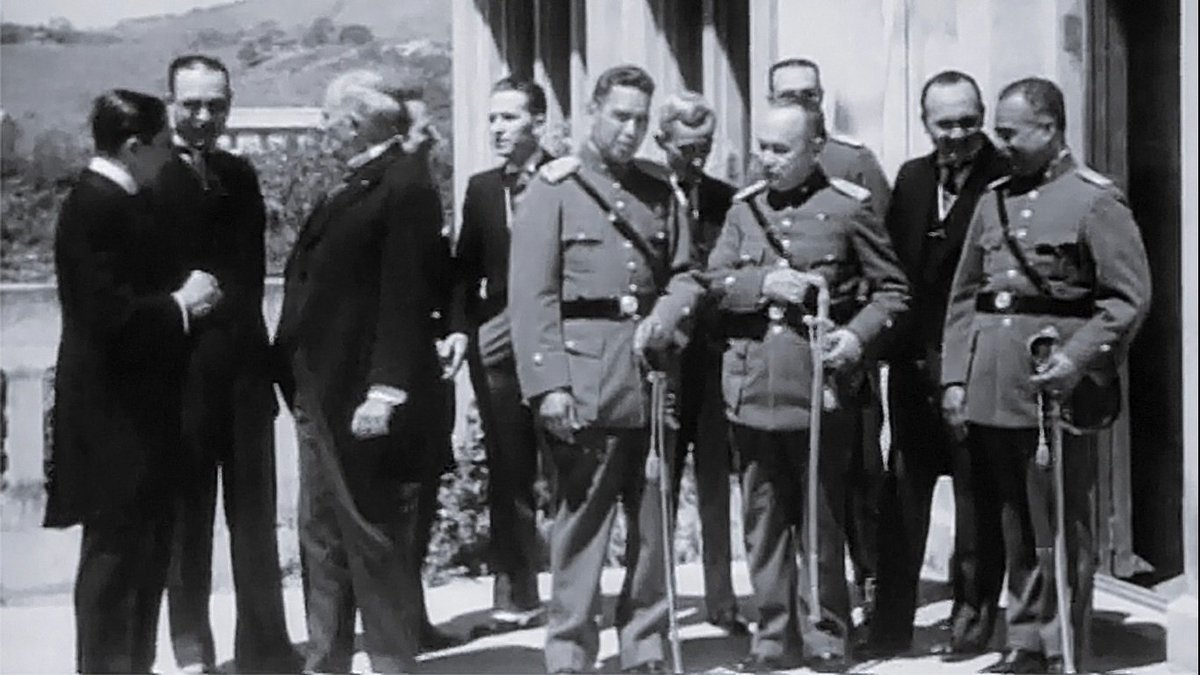
La gestión de Hernández Martínez se caracterizó por la severidad de sus leyes y de sus juicios. La pena por robar era la amputación de una mano, por ejemplo. Gozaba de una popularidad muy alta, tanto que hasta la fecha, algunas personas añoran sus medidas en materia de seguridad; aunque muy poco se escribe de tal sentimiento popular, pero es fácilmente verificable al conversar con ancianos que vivieron su gestión.

En cuanto a políticas referentes directamente a la población, siempre predominaron sus costumbres teosóficas. Por ejemplo, cuando se desató una peste de viruela, esta fue tratada por el presidente forrando con papel azul las lámparas de las plazas, esperando que los médicos invisibles salvasen a los que estaban destinados a vivir. Entre otras cosas, estableció que todo aquel que pidiese educación debía ser considerado comunista, negando especialmente el acceso a la educación a los obreros y asalariados porque, en sus palabras, pronto dejaría de haber personas dispuestas a trabajar en tareas de limpieza.
Estableció en julio de 1932 el Fondo de Mejoramiento Social, y en octubre, la Junta Nacional de Mejoramiento Social, cuya actividad principal era la de adquirir viviendas y facilitar créditos blandos a los campesinos para comprarlas; sin embargo, dicha actividad no trajo los resultados esperados por la población, ya que los beneficiados fueron muchos menos que lo que se había proyectado. Pese a que se le calificó como una reforma agraria, esta no lo fue, puesto que las tierras no fueron expropiadas, sino compradas a precio de mercado y vendidas a uno inferior, utilizando fondos nacionales que jamás serían reintegrados y que pasarían a manos de los terratenientes de la época. También se construyeron viviendas para ser vendidas en las mismas condiciones, aunque esto se dio en menor escala.
Modificó la Ley de Policía de 1879, prohibiendo a civiles el porte de armas de fuego, cuchillos, machetes u hondillas, elevando a calidad de delito la evasión de dicha ordenanza. Por otro lado, estableció que serían perseguidos y castigados como vagos los que no tuviesen oficios lícitos o modo de vivir honesto. La pena por hurto era la amputación de una mano y, ante la reincidencia, la condena era el paredón de fusilamiento. Estableció fuertes alianzas con la Iglesia católica, obteniendo el beneficio de los dos monseñores de la época, Monseñor Belloso y Monseñor Chávez y González, quienes siempre estaban presentes en las ejecuciones políticas y quienes, tras el levantamiento de 1932, ofrecieron misas en agradecimiento por la victoria militar.
En materia militar, fortaleció la profesionalización de oficiales mediante becas de estudio militar, especialmente a Italia. Financió la construcción de un tanque de guerra, armado con seis ametralladoras pesadas.
En 1939 convocó a la Asamblea Constituyente para que elaborase una nueva constitución, cuya principal novedad era la inclusión del voto femenino bajo algunas condiciones de origen social y nivel de instrucción.
En 1943, Hernández Martínez trató de aumentar las tasas tributarias a las exportaciones para obtener mayores ingresos para el Estado, y eso rompió la relación que mantenía con los grupos oligarcas. 
Durante la dictadura del general Maximiliano Hernández Martínez, el nacionalismo fue una herramienta central del régimen para consolidar el poder del Estado y promover una identidad unificada en torno a valores conservadores, autoritarios y espiritualistas. Tras el golpe de Estado de 1931, Hernández Martínez asumió el control del país e impuso un gobierno de facto con fuerte control militar y concentración del poder ejecutivo.
En 1933, fundó el Partido Nacional Pro-Patria (PNPP), concebido como instrumento de cohesión ideológica y administrativa del régimen. El partido promovía una visión de país basada en la obediencia al orden establecido, la exaltación de los símbolos patrios, la disciplina moral y la defensa contra influencias extranjeras, especialmente el comunismo. El lema del régimen fue Paz, orden, justicia y probidad, utilizado en propaganda oficial, discursos y actos cívicos.
El nacionalismo oficialista se articulaba con un fuerte discurso anticomunista, especialmente tras la insurrección campesina de 1932, conocida como La Matanza, en la que el gobierno reprimió violentamente un levantamiento liderado por indígenas y comunistas, con un saldo estimado de 10,000 muertos. Esta represión fue justificada desde el aparato estatal como una defensa de la patria contra “enemigos internos” que amenazaban la estabilidad y la soberanía nacional.
En el plano cultural, el régimen impulsó símbolos e instituciones nacionales. Se promovió la enseñanza obligatoria del Himno Nacional y el respeto a la bandera, así como la celebración del Día de la Raza como exaltación del mestizaje y la identidad nacional salvadoreña. Se fomentó una estética monumentalista en edificios públicos y plazas, con estatuas y emblemas que glorificaban la figura del “salvadoreño ideal”: trabajador, creyente, disciplinado y leal al gobierno.
El nacionalismo se extendió también al ámbito deportivo. En 1939, el gobierno organizó el primer campeonato nacional de fútbol, viendo en el deporte una forma de fortalecer la cohesión social y la lealtad a la nación. El fútbol se convirtió en una herramienta para canalizar el orgullo nacional y crear una narrativa de unidad más allá de las divisiones sociales.
Ideológicamente, el régimen de Hernández Martínez combinó elementos nacionalistas con creencias teosóficas y esotéricas. El general dictador era seguidor de doctrinas espiritualistas que influyeron en su percepción de la nación como un cuerpo moral guiado por principios superiores. Aunque esto no se traducía en una doctrina oficial, sí formó parte del imaginario nacionalista del régimen, dándole un carácter mesiánico y paternalista a su liderazgo.
El nacionalismo durante este período fue excluyente y represivo con las disidencias, pero dejó una huella duradera en la configuración del Estado moderno salvadoreño, al establecer un vínculo entre el orden autoritario, la identidad nacional y la unidad política bajo un proyecto centralizado.

### Creencias religiosas y personales
Martínez era un teósofo y un masón. Creía en espiritualismo, El oculto, Y cual practicaba regularmente en su casa. En abril de 1944, cuando Luis Chávez y González, el arzobispo de San Salvador, le pidió a Martínez que detuviera las ejecuciones de revolucionarios "en nombre de Dios", Martínez respondió diciéndole a Chávez "Yo soy Dios en El Salvador". Martínez se convirtió en Catolicismo tarde en su vida por insistencia de su esposa.

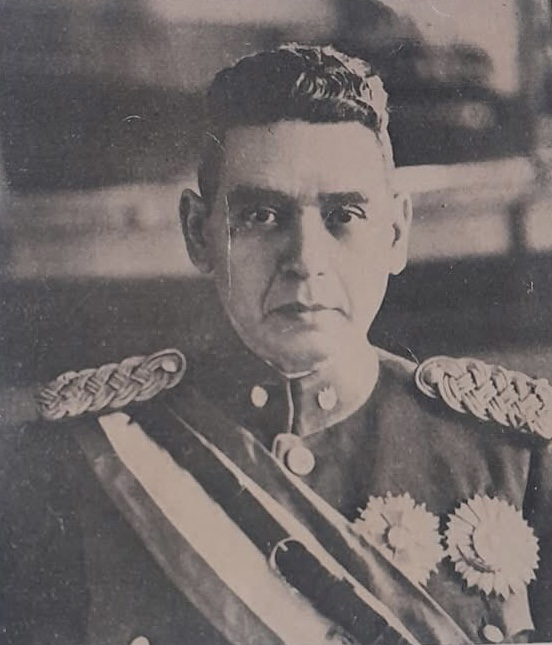
Brigadier Maximiliano Hernández Martínez (circa 1932)

Martínez se hizo vegetariano a los 40 años y solo bebió agua. Creía que la luz solar a través de las botellas de colores podía curar enfermedades.   Martínez se ganó la reputación de ser un médico brujo por vender remedios que supuestamente curaban varias condiciones y circunstancias. Cuando un grupo de estadounidenses se ofreció a donar sandalias de goma a los niños escolares salvadoreños descalzos, Martínez les dijo que "es bueno que los niños vayan descalzos. De esa manera, es mejor que reciban el efluvio beneficioso del planeta, las vibraciones de la Tierra. Las plantas y los animales no usan zapatos". Martínez creía en reencarnación; Durante una conferencia transmitida públicamente en la Universidad de El Salvador sobre sus creencias teosóficas, declaró que "es un delito mayor matar a una hormiga que a un hombre; cuando el Hombre muere, se reencarna, mientras que la hormiga muere definitivamente". Continuó creyendo en muchas de sus creencias y practicando muchos de sus hábitos durante el resto de su vida.
Los detractores de Martínez lo apodaron "El Brujo" por sus creencias.

### Sus políticas frente a la Segunda Guerra Mundial

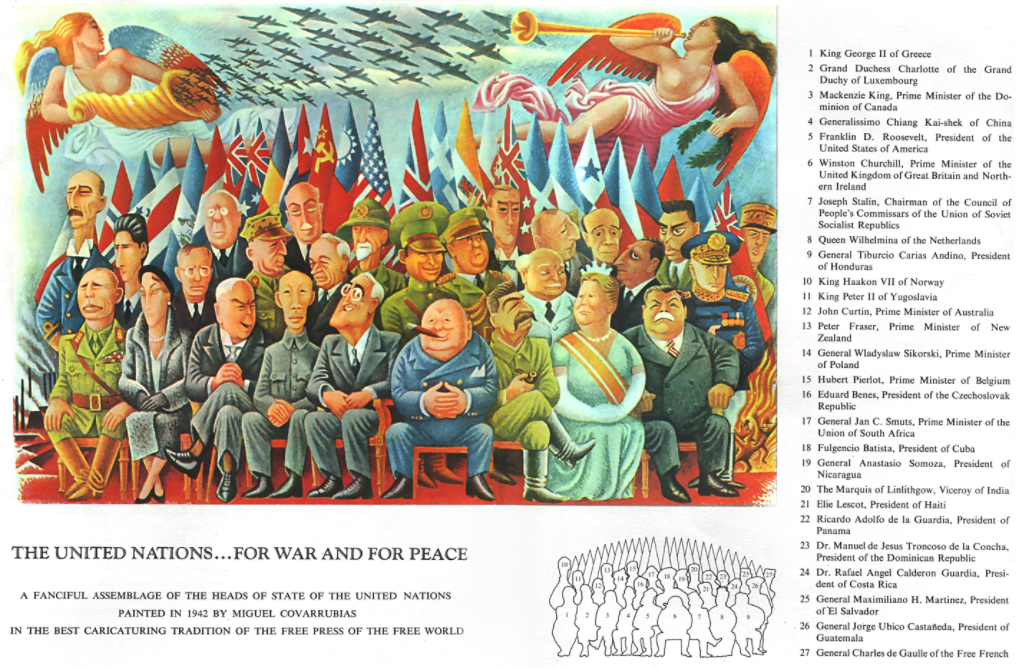
Imagen que representa a los líderes de las naciones aliadas a principios de 1942, publicada originalmente en la revista estadounidense Vogue.Maximiliano H. Martinez de El Salvador, tercero a la izquierda

Antes de la Segunda Guerra Mundial, Maximiliano Martínez Hernández profesaba abiertamente el fascismo y su gobierno fue uno de los primeros en reconocer la dictadura de Francisco Franco en España. Las becas alentaron a oficiales militares como Arturo Castellanos a estudiar en la Italia fascista. Hernández también nombró a dos alemanes para puestos de alto nivel. El cónsul alemán, el barón Guillermo von Hundelshausen, padre del presidente de la Cámara de Comercio e Industria Salvadoreña Alemana, Wolf von Hundelshausen, se convirtió en director del recién fundado Banco Hipotecario, de propiedad estatal. En 1938, Eberhardt Bohnstedt se convirtió en director de las Escuelas Militares Capitán general Gerardo Barrios. Hernández celebró públicamente el cumpleaños de Hitler el 20 de abril de 1939. 

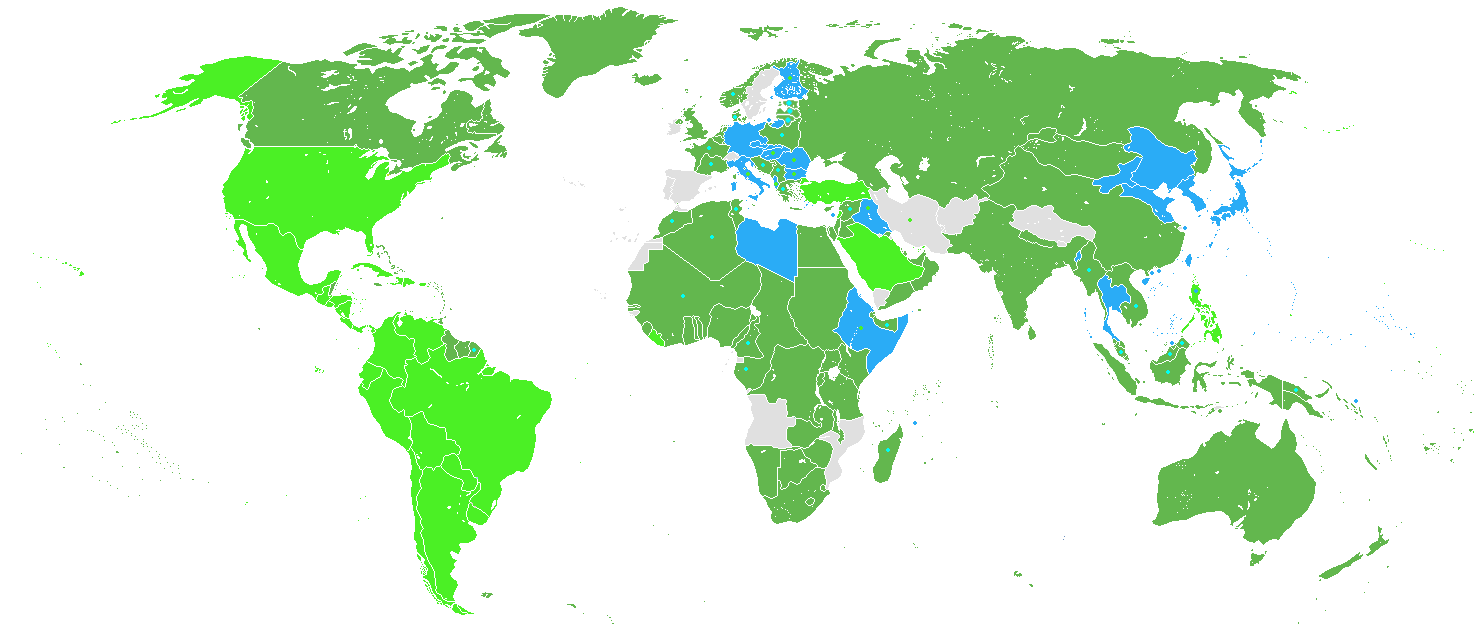
Mapa de los países participantes en la Segunda Guerra Mundial.
Aliados
Aliados tras el ataque a Pearl Harbor
Potencias del Eje
Países neutrales
(Nótese cómo, El Salvador se muestra a favor de los aliados, después del ataque a Pearl Harbor)

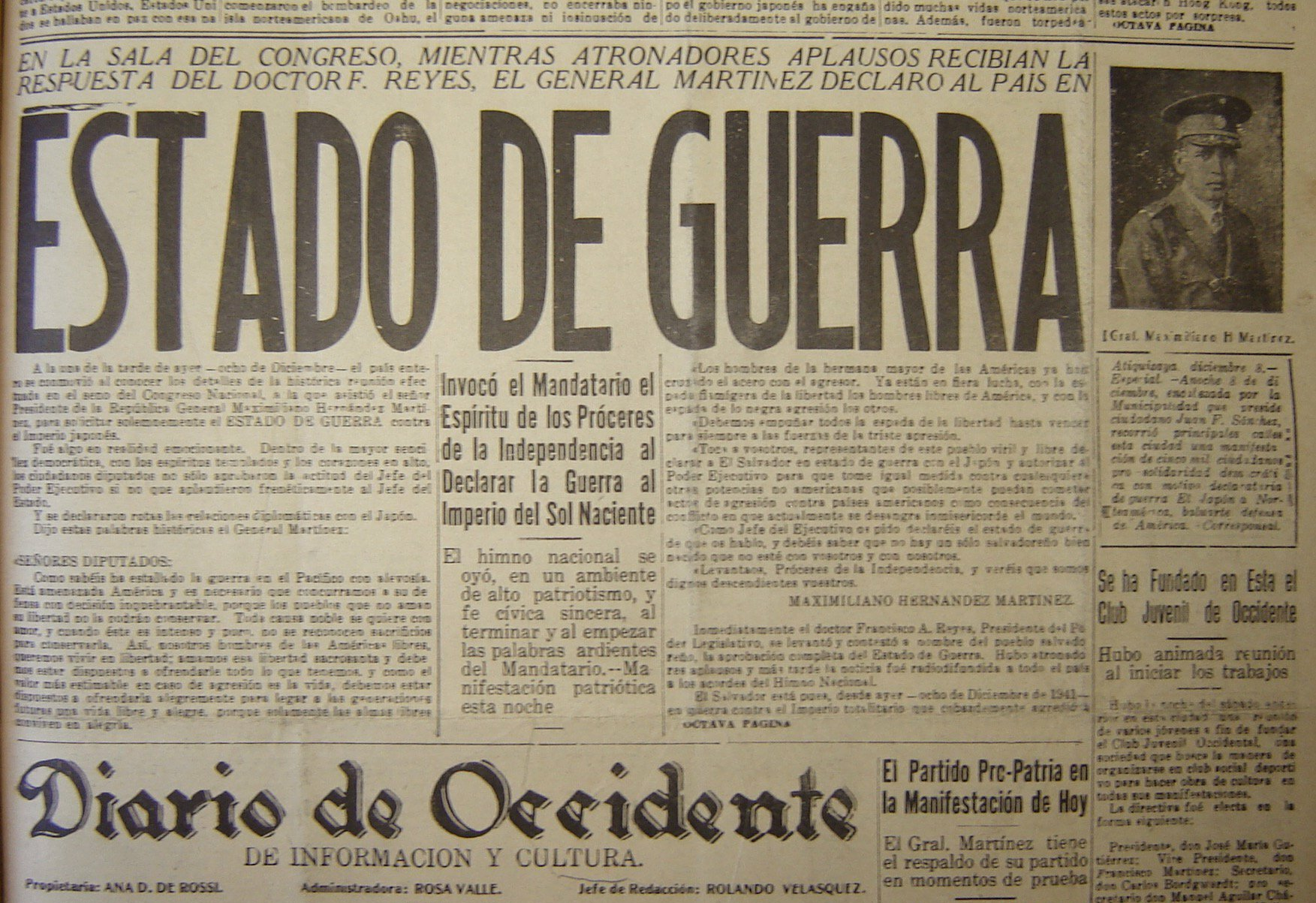
El Salvador se suma al esfuerzo aliado durante la Segunda Guerra Mundial, iniciada el 1 de septiembre de 1939 en el frente europeo. En diciembre de 1941, un día después del ataque japonés a Pearl Harbor, la pequeña república centroamericana de El Salvador le declaró la guerra al Imperio japonés y entró al conflicto. Más de 400 soldados salvadoreños pelearon en los diferentes teatros de guerra en Europa, África y el Pacífico Sur.

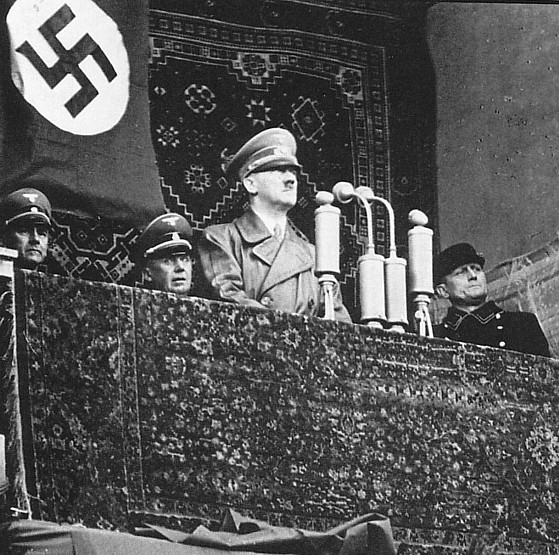
Una carta oficial del canciller alemán Adolf Hitler (en la fotografía) fue dirigida al brigadier Maximiliano Hernández Martínez, al iniciar su segundo período en la Presidencia de la República de El Salvador. El general se sentía muy atraído por los gobiernos fascistas europeos, en especial por Hitler, Mussolini, y Franco.

El 9 de marzo de 1938 se firmó un tratado fronterizo con Guatemala bajo la dirección de Jorge Ubico Castañeda. El 30 de julio de 1939, a 50 refugiados judíos se les negó la entrada a El Salvador. Cada refugiado había pagado 500 dólares por visas salvadoreñas en Budapest y Ámsterdam, pero al llegar a El Salvador fueron declaradas falsas y los refugiados fueron enviados de regreso a Alemania. Las embajadas alemanas en todo el mundo fueron puntos de contacto para la organización extranjera del NSDAP, incluido El Salvador.
Durante la Segunda Guerra Mundial, la cooperación con Alemania e Italia amenazó las buenas relaciones con Estados Unidos. El gobierno estadounidense respondió con amenazas en línea con la “Política del Buen Vecino” y Hernández declaró la guerra a las potencias del Eje el día después del ataque japonés a Pearl Harbor. Hernández también hizo cerrar una estación de radio dirigida por alemanes. El advenimiento de la Segunda Guerra Mundial significó un aumento en las exportaciones a los Estados Unidos y el mejoramiento de la economía salvadoreña. Eso le permitió a Hernández Martínez realizar algunas reformas sociales y una ligera redistribución de la tierra mediante un programa agrario.
El general se sentía muy atraído por los éxitos de los gobiernos fascistas europeos, en especial por Hitler y Mussolini. De hecho, en 1938 nombró director de la Escuela Militar a Eberhardt Bohnstedt, general de la Wehrmacht del ejército alemán. Además, abrió relaciones diplomáticas con el dictador español Francisco Franco; sin embargo, estando bajo la presión de los Estados Unidos (principal comprador de café al país centroamericano), tuvo que olvidarse de sus simpatías y aceptó alinearse al lado de los Aliados. Además, dio el reconocimiento diplomático al Estado títere de Manchukuo, y removió del cargo a sus funcionarios que tenían ascendencia alemana e italiana. Asimismo, a los residentes alemanes e italianos en El Salvador les expropió sus tierras y los envió a los campos de concentración estadounidenses, lo que valió para obtener el apoyo diplomático de Estados Unidos.
Ese cambio en su política exterior, al igual que la represión contra los comunistas y opositores a su gobierno, le permitió obtener mayor apoyo de Estados Unidos. Sin embargo, la situación cambió ante la negativa de Hernández Martínez de recibir a 3000 soldados estadounidenses para dar protección al Canal de Panamá. Estados Unidos colocó tropas en los países cercanos al Canal, excepto en El Salvador, dada la negativa presidencial. El motivo que Hernández Martínez adujo para rechazar el pedido de los estadounidenses fue que, dado que las tropas que arribarían tendrían un porcentaje de soldados de raza negra, se corría el inminente riesgo de que se reprodujesen en El Salvador y que llenasen de niños de color al país.
Durante su dictadura ocurrió la gesta heroica del Coronel Arturo Castellanos, cónsul de El Salvador en Suiza quien salió en socorro de cientos de miles de judíos, gitanos y perseguidos políticos de Europa Oriental y los Balcanes concediéndoles ciudadanía salvadoreña y en consecuencia protección frente a los nazis por la Cruz Roja Internacional, Martínez recelaba de Castellanos al considerarle rival político y fue el motivo para enviarlo a la diplomacia Salvadoreña en Inglaterra, Alemania y finalmente en Suiza, tras la caída del dictador el nuevo gobierno ratificó todos los certificados extendidos por Castellanos y su gente, el coronel fue entonces homenajeado por Israel y recientemente por El Salvador, varios de los judíos protegidos por el coronel emigraron a El Salvador con los certificados emitidos por el llamado Schindler Salvadoreño.

### Principales logros

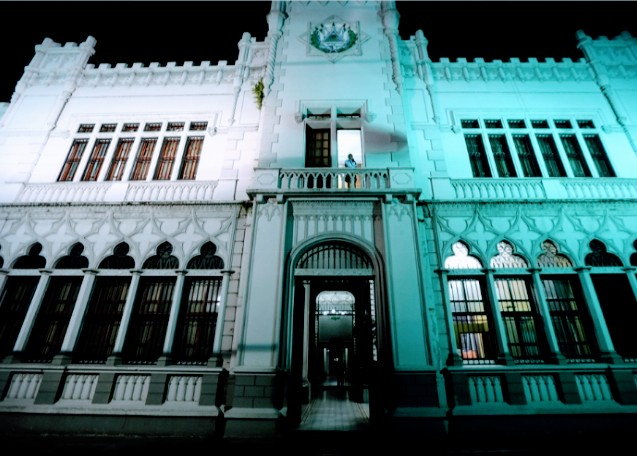
Palacio de la antigua Policía Nacional, actual sede de la dirección general de la Policía Nacional Civil, que fue construido en el martinato. El Salvador estaba esencialmente en bancarrota durante la década de 1930, y como esto dejó poco dinero para los proyectos gubernamentales, Martínez se negó a contratar nuevos préstamos en el extranjero, para insistir, en su lugar, en que su nación viva de sus propios recursos. "Propongo ante la nación que nunca consienta en la incurrencia de nuevas deudas." El gobierno de Martínez construyó una modesta red de caminos de tierra y varios edificios gubernamentales, promulgó algunos programas de seguridad social e intentó administrar la economía, en contraste con las políticas económicas de los regímenes liberales que habían gobernado El Salvador desde la década de 1870.

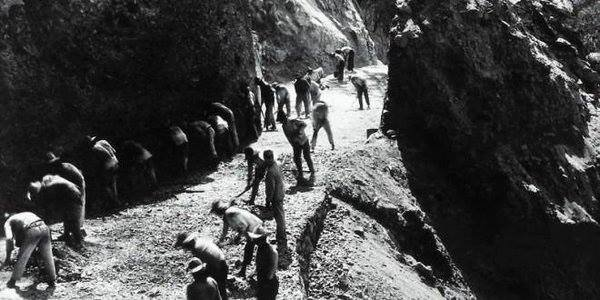
60 reos condenados a trabajar en obras públicas en 1947

Durante su mandato obtuvo aciertos tales como la organización de la banca, mediante la creación del Banco Central de Reserva de El Salvador y el Banco Hipotecario de El Salvador entre 1934 y 1939, la eliminación momentánea de la deuda externa, la creación de instituciones de crédito para el campesinado (Federación de Cajas de Crédito Rural), la ejecución de proyectos de construcción de vivienda asequible para obreros, el saneamiento de la tesorería nacional, el respaldo a los productores de café, de azúcar y de algodón mediante medidas económicas favorables para dichos rubros; la construcción de 300 kilómetros de la Carretera Panamericana y la reducción de las deudas de pequeños y medianos propietarios de tierras que estaban en proceso de embargo. Después de la gran depresión y del crítico 1932, el gobierno de Maximiliano Hernández Martínez edifica el Palacio de la Policía Nacional, obra del arquitecto Filipo Brutus Targa, la Casa Presidencial, de Augusto Baratta del Vecchio; el Estadio Nacional de la Flor Blanca y el Palacio Nacional de Comunicaciones Eléctricas, más conocido como ‘El Telégrafo’, así como el inmueble conocido como Casa Bou, también de Brutus Targa, entre otras obras monumentales y emblemáticas; Además, su logro más recordado fue la reducción significativa de la delincuencia, mediante el cumplimiento implacable de la ley.En la Segunda Guerra Mundial, Martínez primeramente adoptó una postura neutral y luego del ataque a Pearl Harbor en 1941, acabó alineándose con el bando de los Aliados, principalmente por motivos económicos, como la firma del Convenio Interamericano del Café en 1940 que salvó a la economía salvadoreña de una crisis más profunda.

### Principales críticas

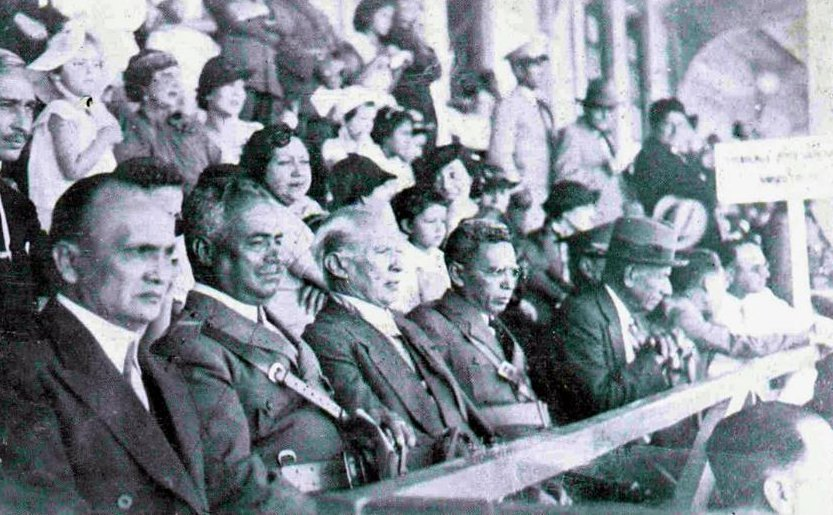
El General Martínez durante la inauguración del Estadio Nacional de la Flor Blanca. El general mantuvo un estricto control personal de la nación a través de un extenso sistema de represión y espías. Su régimen se volvió más opresivo en sus últimos años, especialmente después de 1938. Los métodos policiales eran duros. Entre sus "reformas " fueron las leyes de reinstituir la pena de muerte por crímenes como la rebelión

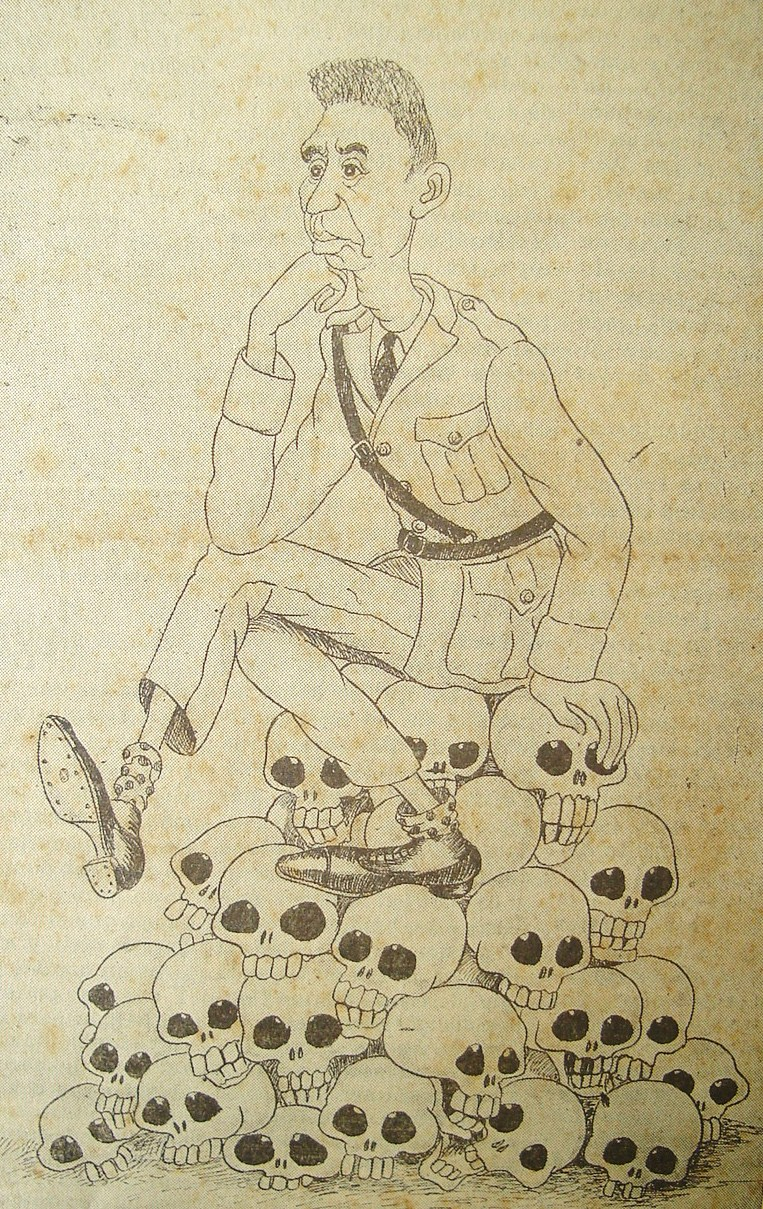
Caricatura crítica de la dictadura del brigadier Maximiliano Hernández Martínez. Su régimen censuró los medios de comunicación, prohibió la oposición política, abolió las elecciones locales, manipuló las elecciones nacionales y asesinó brutalmente a miles de disidentes e inocentes, más significativamente en la masacre de campesinos salvadoreños de 1932, donde 25,000 personas fueron sentenciadas a muerte, muchas solo por tener una apariencia indígena.

El gobierno de Hernández Martínez ha sido ampliamente criticado por diversos sectores, enfocándose principalmente en sus prácticas teosóficas y las repercusiones de las mismas en sus acciones como gobernante. En primer lugar, la creencia del general de que el ser superior (el Estado, para el caso) debe tener el poder absoluto sobre los individuos lo llevó a convertir al Estado como un controlador individual, dotándolo de poder extraconstitucional sobre la vida nacional, entregándole el control a las fuerzas armadas. Tuvo un estricto control de los medios masivos de comunicación, alineándolos a favor de su régimen o simplemente cerrándolos ante la resistencia ocasional. Además, se le critica el exilio de los más importantes pensadores y artistas de la época que no comulgaban con su gobierno. La dureza de sus medidas y principalmente su desprecio hacia la calidad del ser humano lo orillaron a cometer actos que marcarían un precedente de violencia, antesala de lo que se vendría décadas después durante la dictadura militar. El manejo mediático se extendió hacia el campo político, creando condiciones para que aun en el extranjero se le considerase un presidente democrático; por ejemplo, colocó el puesto de elecciones del Partido Comunista justo frente al Hotel Nuevo Mundo, el cual albergaba a gran cantidad de extranjeros, especialmente estadounidenses. La intención era clara: crear una imagen de democracia para ser reconocido por el resto de los Estados como un presidente legítimo. En el campo de las ideas, se apoyó públicamente en las teorías de Alberto Masferrer, aunque en la práctica se oponía a las mismas. En 1931-1944, bajo el gobierno de Maximiliano Hernández Martínez, se observaron fallas en la política internacional, incluyendo el reconocimiento del Estado de Manchukuo en 1934 y simpatías hacia Francisco Franco y Mussolini. Sin embargo, tras la Segunda Guerra Mundial, el Dr. Guerrero regresó a El Salvador y promovió valores como el respeto, la dignidad y la justicia. Su contribución la hace para con la región centroamericana, convoca todos los presidentes de la época: Arévalo de Guatemala; Tiburcio Carías de Honduras, Somoza de Nicaragua, Picado de Costa Rica, todos se excusan a excepción de Arévalo de Guatemala con quien suscribe el pacto de Santa Ana o conocido como Pacto Guerrero, que sentó las bases para la Organización de Estados Centroamericanos (ODECA) y el actual Sistema de la Integración Centroamericana (SICA).
Sin embargo, la principal crítica que se le hace a su gobierno es el uso excesivo de la fuerza. Se valió de métodos represivos poco ortodoxos y caracterizados por la violencia y el irrespeto a la integridad del individuo.

## Fin de su mandato

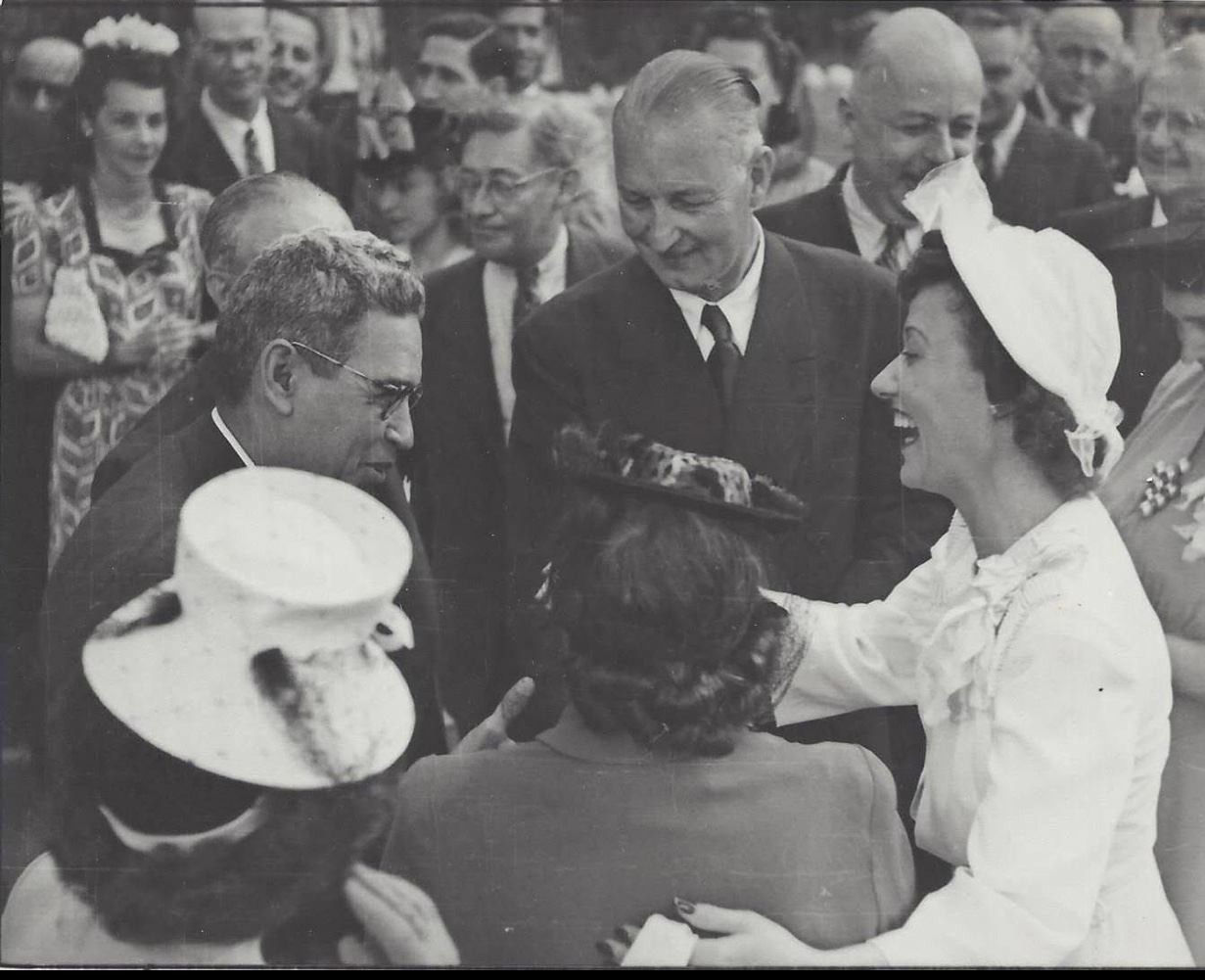
01 de marzo inició del tercer periodo del brigadier Hernández Martínez pero también marcó el fin de su dictadura; pues no logró de cumplir su mandato presidencial por decreto legislativo que duraría hasta el 31 de diciembre de 1949.

Dado que Hernández Martínez tenía pretensiones de extender su mandato más allá de 1944, los militares se alzaron contra el gobernante, quien logró vencer el movimiento rebelde y mandó a fusilar a los oficiales opositores que estaban implicados en la revuelta. Fue entonces cuando la sociedad civil, manifestándose en contra de los fusilamientos masivos de oficiales alzados, se rebeló mediante una huelga de brazos caídos que desembocó en la renuncia del dictador.

### Rebelión militar

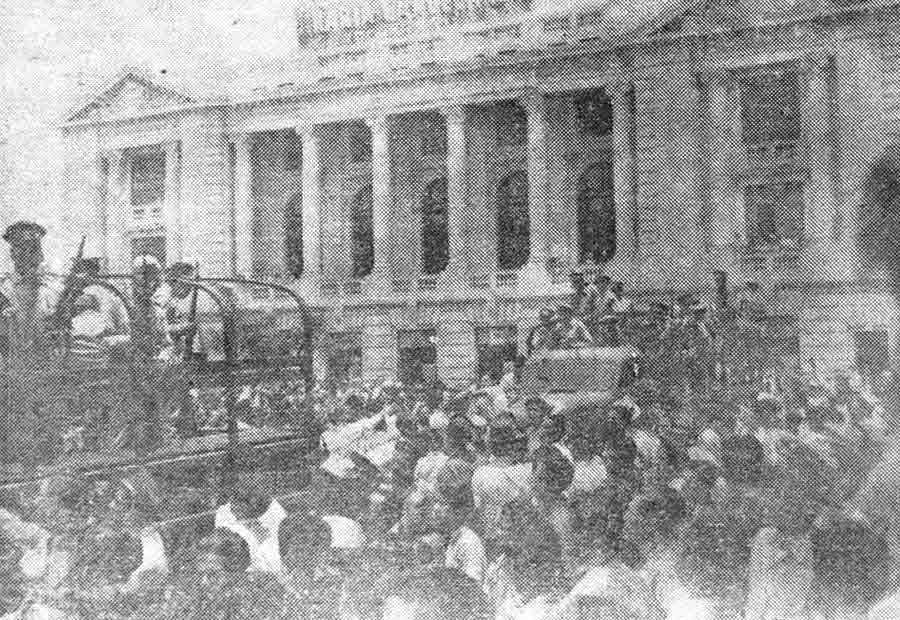
El intento de golpe de Estado del Domingo de Ramos.

La tarde del 2 de abril de 1944, mediante el uso de fuerza aérea y de infantería, militares alzados bajo el mando de Alfonso Marroquín y Tito Tomás Calvo tomaron el control de los Cuarteles de Infantería, Sexto Regimiento de Ametralladoras, y Quinto de Infantería de Santa Ana. Todo sucedía mientras Hernández Martínez viajaba de La Libertad hacia San Salvador en una camioneta de alquiler.
Los combates se prolongaron hasta el 4 de abril, cuando las fuerzas leales a Hernández Martínez aniquilaron a los alzados en una emboscada camino a Santa Ana. Marroquín presentó la rendición y fue arrestado junto a Calvo, a quien le fue negado el asilo político en la embajada estadounidense. Ambos fueron fusilados sin juicio al siguiente día.

### Rebelión civil

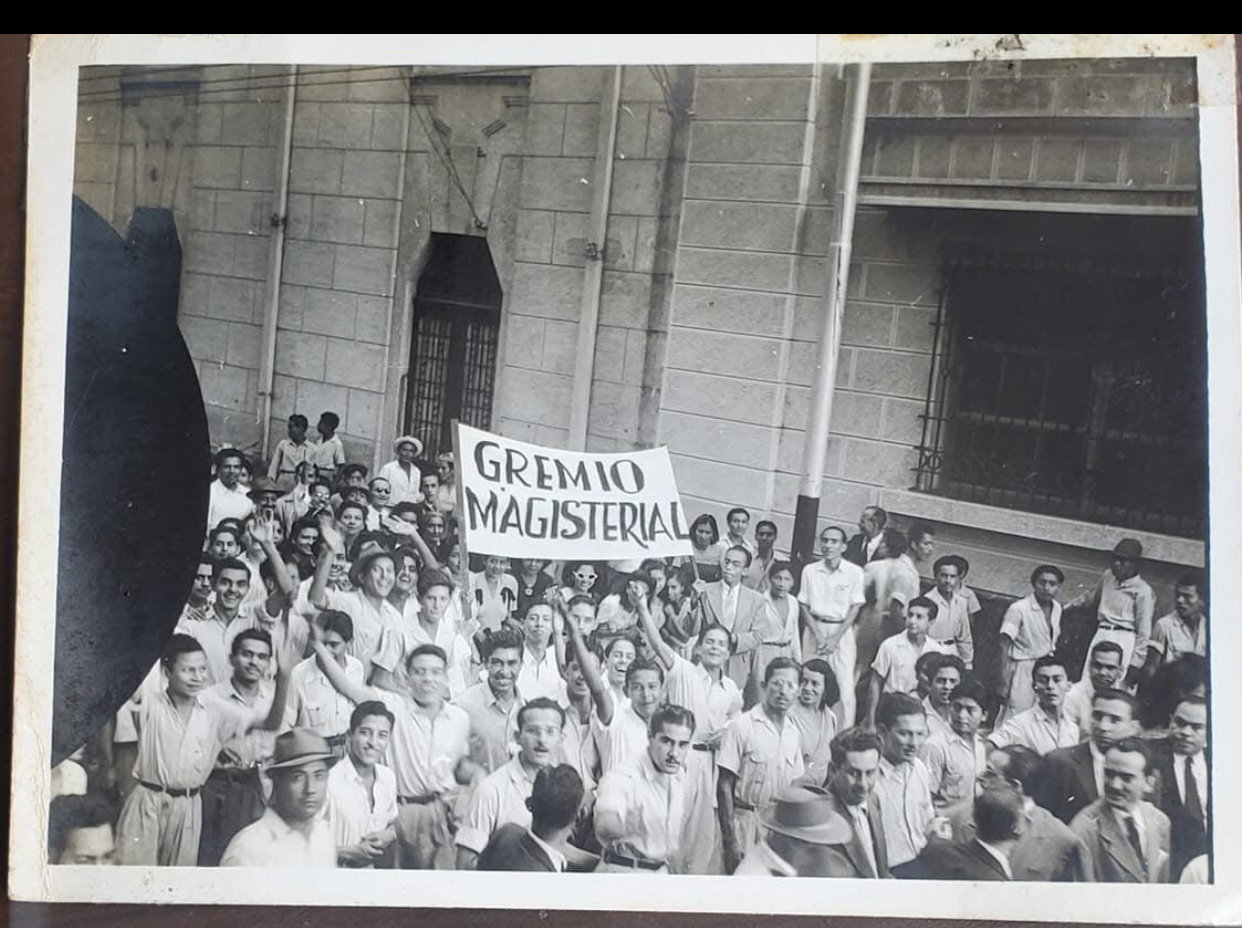
La huelga de brazos caídos se conoce como uno de los acontecimientos ocurridos en el año de 1944 en la historia de El Salvador, se llevó a cabo el 2 de mayo de 1944; el cual hizo que el General Maximiliano Hernández Martínez depusiera su cargo del poder tras 13 años de régimen militar.

La sociedad civil, liderada por el intelectual Joaquín Castro Canizales, quien había colaborado con Hernández Martínez en 1931, se declaró en huelga paulatinamente. Desde el 26 de abril, los estudiantes universitarios impusieron una huelga parcial, seguidos por los estudiantes de educación media, los maestros, los empleados de teatro, las vendedoras de los mercados, los profesionales, y exactamente un mes después del alzamiento militar, el 2 de mayo de 1944, rebeldes civiles impidieron que los ferrocarriles de la capital operasen, dando inicio oficial a lo que se conoce como "la huelga de brazos caídos", en la cual participaron algunos actores que con el tiempo se convertirían en políticos relevantes: tal es el caso de Schafik Handal, quien aspiraría a la presidencia de la república varias décadas después. Durante la huelga de brazos caídos no hubo producción alguna, por lo cual la presión nacional e internacional creció hasta el punto de obligar al presidente a deponer su cargo, depositándolo en Andrés Ignacio Menéndez. Su renuncia fue anunciada por el mismo mediante un comunicado radial el 8 de mayo de 1944 a las 21:00 horas; acabó su discurso con la frase:

No creo en la historia porque la historia la hacen los hombres y cada hombre tiene su pasión favorable o desfavorable. Yo no creo más que en una cosa: en mi conciencia, y esa conciencia me dice que he cumplido con mi deber.
Maximiliano Hernández Martínez al renunciar a la presidencia.

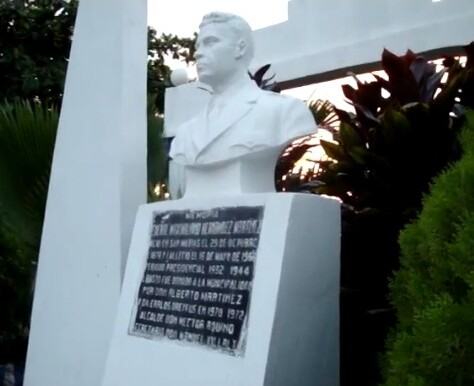
Busto del General Martínez en su ciudad natal de San Matías, La Libertad. El régimen de Martínez constituyó un importante cobertizo de agua en la política de El Salvador, marcando el control inicial de la nación por los militares y el origen de la alianza entre los militares y los terratenientes que dominarían la política en esa nación por muchas décadas. El levantamiento campesino fracasado que le permitió consolidar el poder, también polarizó su nación entre las clases superiores e inferiores. Estos legados iban a seguir afectando a la política de El Salvador durante varias décadas después de que Martínez abandonara el poder

Escudo de armas de Maximiliano Hernández Martínez (Orden de Isabel la Católica).

Tras su renuncia a la primera magistratura, Hernández Martínez se marchó vía terrestre a Guatemala, donde fue recibido por su hermano Guadalupe, luego se movió hacia Estados Unidos, y de ahí se trasladaría hacia Honduras, donde residió sus últimos años arrendaba la hacienda “Jamastran” en el departamento de El Paraíso para dedicarse a la agricultura, en particular al cultivo de algodón. Durante su largo exilio, solo visitó El Salvador en una ocasión, durante la presidencia del Tte. Cnel. Óscar Osorio.

## Asesinato
En sus últimos años, Hernández Martínez vivía solo, sin ningún miembro de su familia; su esposa Concepción Monteagudo ya había fallecido años anteriores, y todos sus hijos residían en El Salvador. Tenía a su servicio a un chofer, José Cipriano Morales, quien era hombre de confianza de Hernández Martínez.
El domingo 15 de mayo de 1966, alrededor de las 12:00 p. m., mientras Hernández Martínez se encontraba almorzando, Morales, quien según informes posteriores tenía varios días de estar bebiendo, llegó a exigirle en estado de ebriedad su salario, que Hernández Martínez no le había pagado para que no continuara embriagándose. Al negarse a pagarle, tuvieron una acalorada discusión que culminó en Morales asestándole a Hernández Martínez 19 puñaladas por la espalda a la edad de 83 años. Después de cometer el crimen, abandonando el cadáver en una bañera y robarse lo que pudo, Morales huyó hacia El Salvador, siendo capturado posteriormente por la Guardia Nacional en la Ciudad de San Miguel, donde Morales confesaría el crimen. Se cree que también hubo complicidad de una cocinera, la cual huyó con paradero desconocido. Uno de los hijos de Hernández Martínez encontraría el cadáver de su padre en estado de descomposición, el cual fue repatriado hacia El Salvador en un avión de la Fuerza Aérea Hondureña, aterrizando en el Aeropuerto Internacional de Ilopango, y sepultado en el Cementerio de Los Ilustres en San Salvador, en una tumba que no tiene nombre o dedicatoria alguna.

## Legado
Durante el plano temporal histórico de la dictadura del general Maximiliano Hernández Martínez, trágicamente célebre por haber ordenado el etnocidio de más de 25 mil indígenas en enero de 1932, El Salvador, de 1931 a 1979, estuvo gobernado por militares y su economía se basó en el monocultivo del café, lo que denota el sometimiento del campesino a un sistema de producción impuesto por el corvo y el fusil, por lo que no había manera ni más sentido lógico de expresión ante los jefes o capataces para alguien que estuvo sometido a los talleres de línea y condiciones de trabajo cercanas a la esclavitud. Por ello es considerado por los historiadores como un ejemplo alegórico de la gran destrucción para el cumplimiento de los Derechos Humanos en aquella época. El “Martinato” consolidó a los gobiernos militares lo cual derivó a casi 5 décadas de gobiernos militares el capítulo más largo del control  Militar en la historia de El Salvador. En El Salvador, lo que comenzó como una revolución y se convirtió en una masacre de trabajadores del café se conoce como la matanza o la masacre del 32. Los salvadoreños de origen indígena nativo americano son conocidos como Cōzcatlān o hispanizados como Cuzcatlán. Cuscatleco son personas de herencia salvadoreña. Se les llama erróneamente indios, que era la norma entonces. La vida política en El Salvador cambió ese día de 1932 en lo que se conoce como "La Matanza". La masacre, es un punto de inflexión en la historia salvadoreña. Esa fecha "marca un punto de partida psicológico en el que los salvadoreños -particularmente ciudadanos urbanos, bien educados, intelectuales e incluso los propios funcionarios del gobierno- comenzaron a cuestionar la eficiencia y la moralidad de un estado autoritario que requería violencia contra los campesinos especialmente nativos de América o indígenas; para mantener su posición de autoridad y legitimidad para gobernar.”[74] Los intelectuales también estaban obligados a cooperar con el régimen, lo que resultó en décadas de cooperación con el gobierno y recibir beneficios por ese servicio. A cambio de callar y sin criticar al régimen militar. A lo contrario el exilio fue aplicado a los más importantes pensadores y artistas de la época que no comulgaban con su gobierno.[2] La dureza de sus medidas y principalmente su desprecio hacia la calidad del ser humano lo orillaron a cometer actos que marcarían un precedente de violencia, antesala de lo que se vendría décadas después durante la dictadura militar. 
Tras la muerte del dictador, se le dio su nombre a una brigada de exterminio anticomunista, que funcionó como escuadrón de la muerte. Con su mandato, se iniciaron más de cinco décadas de gobiernos militares que desembocarían, entre otras cosas, en una guerra civil.